# バリすご8
『バリすご8』（バリすごエイト）は、テレビ西日本（TNC）で2017年4月10日から2020年9月27日まで毎週月曜0:30 - 1:00（日曜深夜）に放送されていたバラエティ番組。

## 概要
TNCが2017年に、ワタナベエンターテインメントと手を組み、九州全体の活性化を図るべく、新たなご当地イケメンボーイズアイドルグループを立ち上げるプロジェクトを始めた。その推進番組である。
オーディションには最終的に2,188人が応募。その中から数次にわたる審査を経て最終候補生が4人に絞り込まれ、4人がワタナベ所属の堀内健(ネプチューン)、ゴリけん、パラシュート部隊、波田陽区、山口たかし(EE男)、ガンネンの8名と罰ゲームをかけた真剣勝負を繰り広げる中で、最終的なデビューを勝ち取るべく様々な試練に挑んだ。
同年5月20日にソラリアプラザでレギュラーメンバーに加え中山秀征らをゲストに招き最終審査が行われ、中山が4人全員の「合格」を宣言。プロジェクトスタート当初『九州BOYS (仮)』という名称だったグループ名はその際に『九星隊（ナインスターズ）』と決定した。今後は『九星隊』の成長の歩みを記録する番組として進められる。

## 出演者

### レギュラー出演者
- 九星隊（ナインスターズ）
  - 山口託矢
  - 大池瑞樹
  - 中村昌樹
  - 藪佑介
- 堀内健（ネプチューン）
- ゴリけん
- 斉藤優（パラシュート部隊）
- 矢野ペペ（パラシュート部隊）
- 山口たかし（EE男）
- 大木聡士（ガンネン）
- 田島将（ガンネン）
- MAG!C☆PRINCE ※マジ旅コーナー

### 過去の出演者
- 波田陽区

### 単発出演
- FISHBOY

## ネット局
| 放送対象地域 | 放送局              | 放送日時                     | 放送開始日    | 備考   |
| ------------ | ------------------- | ---------------------------- | ------------- | ------ |
| 福岡県       | テレビ西日本（TNC） | 月曜 0:30 - 1:00（日曜深夜） | 2017年4月10日 | 制作局 |